# Der Traum vom Glück (2013)
Der Traum vom Glück (OT: Holidaze) ist ein US-amerikanisch-kanadischer Familienfilm aus dem Jahr 2013. Das Filmdrama von Regisseur Jerry Ciccoritti ist eine Produktion des US-amerikanischen Fernsehsenders ABC Family.

## Handlung
Melody Gerard ist eine tüchtige und ehrgeizige Geschäftsfrau im Team der Supermarktkette „Save Now“. Sie steht kurz vor einer Beförderung, soll aber noch mithelfen den 1.000. Megastore ihrer Firma vorzubereiten. Dieser soll in ihrer Heimatstadt eröffnen, einer verschlafenen Kleinstadt am Ende der Welt. Kurz vor Thanksgiving nutzt sie die Chance, ihre Familie zu besuchen, die ein kleines Café in dem Städtchen unterhält. Allzu lange will sie sich jedoch nicht dort aufhalten, denn der Jetset-Urlaub mit ihren Freundinnen steht an.
Bei der Stadtversammlung kommt es jedoch zu unerwartetem Widerstand. Insbesondere ihr Jugendfreund Carter tut sich hervor. Zwar hat Melody die Bürgermeisterin auf ihrer Seite, doch sie lässt sich auf ein Gespräch mit Carter ein. Dieser hat zwischenzeitlich ihr gemeinsames Häuschen von früher gekauft und renoviert und möchte es zu einer Pension umbauen. Die Pension befindet sich jedoch genau an der Stelle, wo das Einkaufszentrum gebaut werden soll. Außerdem gesteht er Melody, noch etwas für sie übrig zu haben. Melody lässt sich jedoch nicht beirren. Als sie gerade gehen will, rutscht sie auf einer Treppenstufe aus und stößt sich den Kopf.
Melody wacht in einer Parallelwelt auf. Sie ist mit Carter verheiratet und Besitzerin des Cafés ihrer Eltern, das sie zu einem Bio-Café umgebaut hat, das ausschließlich auf lokale Produkte setzt. Sie steht kurz vor der Eröffnung einer Zweitfiliale. Doch die Supermarktkette bedroht auch hier ihren Standort. So kämpft Melody nun auf der anderen Seite und mit ihrem Insiderwissen über die Firma gelingt es ihr tatsächlich, den Riesen zurückzudrängen. Gerade als es ihr gelungen ist, rutscht sie jedoch wieder auf der Treppe aus und wacht in der realen Welt wieder auf.
Nicht mehr so sehr von ihrem Arbeitgeber überzeugt, tut sie nun alles, um den Bau des Supermarktes zu verhindern. Sie findet ein altes Foto, auf dem Mark Twain im Vordergrund der Pension abgebildet ist. Damit gilt die Pension als Nationaldenkmal und darf nicht verändert werden. Es gelingt ihr in letzter Minute, einen Richter zu überzeugen, eine einstweilige Verfügung zu unterschreiben. Damit kann sie den ersten Spatenstich verhindern, zu dem extra die CEO der Firma angereist ist. Diese sagt kurzerhand die Errichtung des Supermarkts ab und zeigt sich sehr interessiert an dem Bio-Konzept des Cafés.

## Hintergrund
Der Film wurde von ABC Family als Fernsehfilm für ABCs jährliches Special „Countdown to 25 Days of Christmas“ in Auftrag gegeben und trug zunächst den Arbeitstitel Home Again. Koproduzent war Muse Entertainment. Die Premiere fand am 28. November 2013 (Thanksgiving) statt.

## Rezeption
Der Traum vom Glück verwendet zwei bekannte Motive: den Kampf gegen einen kapitalistischen Großkonzern sowie eine Art Parallelwelt im Stile von Ist das Leben nicht schön? (1945) und Family Man (2000). Auf der britischen Filmseite The Movie Scene wird der Film daher als „nichts Besonderes“ bezeichnet, wobei er jedoch mit dem Zusammenspiel der beiden Hauptdarsteller Jennie Garth und Cameron Mathison zu unterhalten wisse.
Die deutsche Kinozeitschrift Cinema kommt zu folgendem Schluss: „TV-Blondine Garth müht sich nach Kräften, das einfältige Drehbuch mit gängiger US-‚Heimchen am Herd‘-Ideologie steht ihr leider häufiger im Weg.“